# Martin-Joseph Mengal
Martin-Joseph Mengal (27. ledna 1784 Gent – 4. července 1851 tamtéž) byl belgický hornista, dirigent, hudební skladatel a pedagog.

## Život
Pocházel z hudební rodiny. Od dětství hrál na housle a na trubku, ve dvanácti letech začal komponovat a ve třinácti byl již prvním hornistou opery v Gentu. V roce 1804 odešel do Paříže, aby studoval na pařížské konzervatoři. Jeho učiteli byli Frédéric Duvernoy na hornu a Charles-Simon Catel ve skladbě. V prosinci téhož roku však musel nastoupit vojenskou službu. Zúčastnil se bojů ve Válce třetí koalice, válce Napoleona proti koalici Británie, Ruska, Švédska a Rakouska, většinou jako člen vojenských kapel.
Po návratu do Paříže hrál v orchestru divadla Théâtre Feydeau a zkomponoval několik oper. Přátelství s ředitelem pařížské konzervatoře a hudebním skladatelem Antonínem Rejchou a diplomatem Charlesem Mauricem de Talleyrand-Périgord mu umožnilo uvádět svá díla v pařížské komické opeře (Théâtre national de l'Opéra-Comique).
V roce 1825 se Mengal vrátil do Gentu. V roce 1830 se stal dirigentem Opery v Antverpách a krátce i v Haagu. Konečně v roce 1835 byl jmenován ředitelem Královské konzervatoře v Gentu. Mezi jeho žáky byl např. François-Auguste Gevaert. Toto místo zastával až do své smrti v roce 1851.
Jeho mladší bratr, Jean-Baptiste Mengal (1792–1878), byl rovněž hudebním skladatelem.

## Dílo

### Opery
- Une nuit au Château (1818)
- L'Ile de Babilary (1819, Paris)
- Les Infidèles (1823, Paris)
- Le Vampire ou L'Homme du néant (1826, Gent)
- Apothéose de Talma (1826, Gent)
- Un jour à Vaucluse ou Le Poète ambassadeur, Komische Oper (1830, Gent)
- La Rencontre imprévue ou Les Noces

### Orchestrální skladby
- 3 koncerty pro lesní roh a orchestr
- Koncertantní symfonie pro dvě horny a orchestr
- Suita pro dechový orchestr

### Komorní skladby
- Duo et Fantaisie pro lesní roh a klavír
- Trios pro flétnu, housle a violu
- 3 kvarteta pro lesní roh a smyčce
- 4 dechové kvintety (podle Haydna, Mozarta, Beethovena a Rossiniho)
- 3 kvartety op.18 pro flétnu, klarinet nebo hoboj, lesní roh a fagot
- 3 kvartety op.19 pro flétnu, klarinet, lesní roh a fagot
- Oktet pro 6 lesních rohů a 2 pozouny

### Vokální skladby
- Requiem
- Salve Regina
- Hymne à Jacob van Artevelde (1845)
- De Belgen (1848)